# Blektjärnen (Hammerdals socken, Jämtland, 706379-148475)
Blektjärnen är en sjö i Strömsunds kommun i Jämtland och ingår i Indalsälvens huvudavrinningsområde.